# Marianne (magazine)
Marianne est un magazine d'actualité hebdomadaire français, créé en 1997 par Jean-François Kahn et Maurice Szafran.
Perçu à sa création comme plutôt de gauche, le magazine s'engage également au cours des années 2010 vers une ligne éditoriale souverainiste.
Alors que le magazine était détenu en majorité par Yves de Chaisemartin, 91 % du capital du journal sont cédés au milliardaire tchèque Daniel Křetínský en 2018, et Natacha Polony prend alors la direction de la rédaction. Son remplacement par Frédéric Taddeï à partir du 1er mars 2025 est annoncé en décembre 2024.
Le 8 janvier 2025, Ève Szeftel, journaliste à Libération, est nommée directrice de la rédaction par Denis Olivennes.

## Historique et ligne éditoriale

### Création avec une ligne républicaine de gauche en 1997
Marianne est fondé en 1997 par Jean-François Kahn et Maurice Szafran. Son titre reprend celui de Marianne, un ancien journal politique et littéraire orienté à gauche qui est publié à Paris dans les années 1930. À sa création, la ligne éditoriale du magazine est perçue comme étant plutôt de gauche,,.
En 1997, dans son premier numéro, le magazine consacre un dossier à l'affaire Agusta-Dassault. Serge Dassault tente alors de faire interdire la publication et obtient la saisie, après trois jours de vente, du premier numéro du magazine. Celui-ci le présentait comme « l'empereur tricolore de la corruption »,.
En 2004, Marianne publie un rapport sur la sécurité défaillante des aéroports et révèle que le rapporteur spécial du budget des transports a fait réaliser un test de sûreté aux mauvais résultats.
Marianne se définit en 2007 comme un journal républicain, qui combat à la fois ce qu'il nomme le « gauchisme soixante-huitard » et la mondialisation capitaliste[source insuffisante].
En février 2008, le magazine lance l'« appel du 14 février » pour une vigilance républicaine, signé par 17 personnalités politiques de tous bords réaffirmant leur attachement aux principes républicains, à la laïcité, à l'indépendance de la presse, et leur attachement aux grandes options ayant guidé la politique étrangère de la France depuis cinquante ans. Parmi ces personnalités, se trouvent notamment Nicolas Dupont-Aignan, Dominique de Villepin, Ségolène Royal et François Bayrou,.
En 2009, les ventes de Marianne reculent de 18,7 %. Selon Le Monde, la rédaction est divisée en deux tendances : les nationaux-républicains plutôt dans la lignée de Jean-François Kahn, fondateur du magazine qu’il a quitté en 2007, et les sociaux-démocrates. Ce clivage empêcherait Marianne de prendre position sur certains sujets de société comme les sans-papiers ou les bavures policières.

### Développement de l'investigation et année électorale (2010-2012)
En 2010 et 2011, l’hebdomadaire Marianne augmente ses ventes grâce à ses publications autour de l’affaire Bettencourt, dans laquelle il rivalise avec Mediapart. Marianne publie notamment une investigation comprenant un nouveau fac-similé de l'agenda de l'ex-trésorière de Liliane Bettencourt.
En 2010, une investigation de Marianne révèle que Robert Barcia, fondateur et animateur du parti trotskiste Lutte ouvrière, était décédé depuis plus d'un an,.
En 2011, lors d'un séminaire du magazine, l'investigation est définie comme l'un des grands axes du journal pour l'année électorale 2012.
Le magazine propose[Quand ?] une version web intitulée Marianne 2, conçue et dirigée par Philippe Cohen jusqu'à 2012, puis renommée Marianne. Philippe Cohen est poussé à la démission en 2012 par Maurice Szafran à la suite de la publication d'une biographie de Jean-Marie Le Pen (coécrite avec Pierre Péan) jugée trop complaisante,.
En 2012, des documents révélés par Marianne montrent un délit de trafic d'influence de la part de la Lyonnaise des Eaux, qui a travaillé avec le cabinet Vae Solis pour « discréditer » l’action locale de la communauté d'agglomération Les lacs de l'Essonne,.
La même année, après le départ des journalistes Nicolas Beau et Stéphanie Marteau, le quotidien Le Monde interprète cet événement comme la clôture de la cellule Investigation du magazine. Le directeur adjoint de l’hebdomadaire s'en défend et lui répond qu'au contraire Marianne évolue dans le sens du renforcement de l'investigation,.
En avril 2012, la rédaction de Marianne publie les chiffres des intentions de vote des journalistes de l'hebdomadaire en vue de l'élection présidentielle française : François Hollande obtient 40 % des suffrages devant Jean-Luc Mélenchon (31,7 %), François Bayrou et Nicolas Dupont-Aignan arrivent 3e ex æquo avec 8,3 %. Trois candidats n'obtiennent aucun suffrage : Nicolas Sarkozy, Marine Le Pen et Nathalie Arthaud. 74 % du lectorat de Marianne a voté pour un candidat de gauche au premier tour.

### Refonte du magazine en 2013
À compter du 29 juin 2013, le magazine est totalement refondu et prend pour nom Le Nouveau Marianne. Il reste sous la direction de Maurice Szafran qui déclare vouloir faire un magazine avec une maquette « pédagogue » et un contenu entre « papiers courts et articles longs, sans papiers de taille moyenne ». Yves de Chaisemartin écarte Maurice Szafran et Laurent Neumann et devient l’actionnaire ultra-majoritaire, avec 86 % du capital. Joseph Macé-Scaron et Frederick Cassegrain, passés par Le Figaro, sont nommés rédacteur de la rédaction et directeur général. Selon Laurent Mauduit de Mediapart, la direction devient alors « très marqué[e] à droite » et la situation financière du magazine préoccupante.
En 2013, le magazine apporte des éléments exclusifs dans l'affaire des sondages de l'Élysée, dans laquelle Nicolas Sarkozy est soupçonné d’avoir commandé, pour sa propre campagne, des enquêtes payées avec l'argent public,.
En janvier 2014, le magazine est condamné pour « diffamation publique » envers Robert Ménard, qui avait été accusé d'antisémitisme dans ses colonnes. La même année, dans l’affaire Bygmalion, l'hebdomadaire parvint à obtenir le rapport interne de l'UMP compilant notamment la liste des conventions fictives facturées à la demande du parti.
En juillet 2014, Marianne publie des enregistrements de menaces envers une élue adjointe dans un des bureaux de la mairie UDI de Bobigny, où figure notamment le directeur de cabinet de Jean-Christophe Lagarde.
En 2015, Marianne soulève une polémique en révélant que des responsables de l’UMP et des personnalités du FN avaient passé le réveillon de la Saint-Sylvestre ensemble.
En mai 2015, quelques mois après l'attentat de janvier contre Charlie-Hebdo, Marianne dénonce en une les « complices de l'islamisme » en France. Ce positionnement est alors interprété par l'historien Emmanuel Todd, auteur de Qui est Charlie ?, comme « une attitude d'extrême droite » et par le journaliste Nicolas Domenach, directeur adjoint de la rédaction jusqu'en 2014, comme « une autre tendance de la gauche qui pense qu'il faut interpeller ceux qui parlent de l'islam d'une certaine façon ».
En 2016, Renaud Dély devient directeur de la rédaction et recrute Caroline Fourest, qualifiée par Mediapart de « figure du néo-conservatisme médiatique français ». Le journal s'associe au Comité Laïcité République pour combattre ce qu'il appelle l'islamo-gauchisme.
En 2017, des extraits de documents publiés par Marianne et Mediapart montrent que l'Office européen de lutte antifraude soupçonnait un « contrat d'emploi fictif » au Parlement européen en faveur du garde du corps de Marine Le Pen.

### Plan de redressement et crise d'identité éditoriale en 2017
Fin 2017, le tribunal de commerce de Paris approuve le redressement judiciaire (engagé depuis 2016) de Marianne, qui prévoit notamment le recentrage des activités du magazine, ainsi qu’une réduction de ses effectifs,. En interne, le magazine vit une crise de son identité concernant sa ligne éditoriale. Une partie de la rédaction appelle à une clarification et dénonce des choix éditoriaux.

### Rachat de Daniel Křetínský et adoption d'une ligne souverainiste en 2018
Après son rachat en avril 2018, pour 6,5 millions d'euros, par le milliardaire tchèque Daniel Křetínský, francophone depuis des études à Dijon en 1995 et marié à Anna Kellner, fille de la première fortune de Tchéquie, l'hebdomadaire prend un nouveau virage sous la direction de Natacha Polony. Daniel Křetínský simplifie la structure de Marianne et l’incorpore dans sa société mère, CMI France, également propriétaire de Elle, Franc-Tireur et Télé 7 jours.
En 2018, Marianne met au jour un conflit d'intérêts visant Françoise Nyssen, la ministre de la Culture dans l’attribution de subventions à une entreprise d'édition qu’elle détient.
En 2019, Le Monde qualifie la nouvelle ligne éditoriale de Marianne de « plus souverainiste » et la directrice Natacha Polony de « souverainiste ». Le Monde estime que la une du 13 septembre 2019, sur le voile, est comparable à des couvertures de « l’hebdomadaire droitier » Valeurs actuelles, et que depuis un an Marianne a multiplié les couvertures anti-Macron, anti-élites et pro-« gilets jaunes ». Pour Libération, la ligne éditoriale est devenue « souverainiste et anti-libérale » après l'arrivée de Natacha Polony, et cette dernière, « davantage critique du progressisme que réactionnaire », a, en un mois et demi, imposé sa patte[non neutre] sur la ligne éditoriale du magazine, résumable par les formules qu'elle a écrites dans le magazine : « Ni Macron ni Orbán » ou « Ni Plenel ni Zemmour »,. D'après L'Obs, les médias classent habituellement Natacha Polony dans la catégorie « néo-conservateurs » voire « intello réac ».
La spécialiste de sciences de l'information Aurélie Olivesi estime que, depuis 2018, Marianne est passé du centre-gauche vers la droite, devenant souverainiste. Et elle note que Marianne a partagé des rédacteurs avec Valeurs actuelles, qui est « de plus en plus à droite » depuis 2012, et avec Le Figaro, qui a lancé en 2014 le « site polémique » FigaroVox.
Un an après l'arrivée de Natacha Polony, la moitié des quarante journalistes de la rédaction ont quitté l'entreprise,. En février 2020, les journalistes de Marianne tentent de s'opposer à la fusion du magazine et de la Web télé Polony.tv.
En 2021, pour Hadrien Mathoux, qui couvre la politique pour le magazine, Marianne « critique la gauche, mais pour réfléchir à ses propres errements et la cause de ses échecs ». Mais Pauline Bock d'Arrêt sur images estime que c'est en fait surtout la gauche inspirée des nouveaux militantismes antiraciste et féministe qui est continuellement visée, celle que le magazine regroupe dans les « obsédés de la race, du sexe, du genre, de l'identité » ; une ancienne journaliste explique par : « la théorie de Marianne, c'est qu'à force d'être obsédés par le sociétal et d'abandonner le social, la gauche a perdu les classes populaires et les ouvriers et les a poussés dans les bras du FN ». Selon Pauline Bock, la critique de la gauche est bien plus présente dans Marianne que la critique du RN, et les marqueurs de gauche du magazine, comme la critique du néolibéralisme, sont invisibilisés par la masse des articles sociétaux.
C'est finalement la ligne éditoriale suivie par Natacha Polony, notamment jugée trop négative par rapport au capitalisme ou à Emmanuel Macron, qui finit par déplaire à Daniel Křetínský, propriétaire.

### Élection: Une en faveur d'Emmanuel Macron en 2022
En avril 2022, dans l'entre-deux tours de l'élection présidentielle, la Société des rédacteurs de Marianne dénonce une « intervention directe » de l’actionnaire principal du journal, Daniel Křetínský, pour modifier la Une du numéro à paraître. Dans la continuité d'une série de Unes anti-Macron, la version originale de la couverture devrait montrer les yeux de deux candidats Emmanuel Macron et Marine Le Pen avec le titre « La colère ou le chaos ? », sans prendre parti. Mais le texte final, « Malgré la colère… …éviter le chaos », annonce clairement une préférence pour Emmanuel Macron. Pour la rédaction, cette intervention du propriétaire majoritaire, Daniel Křetínský, « représente une grave atteinte à l'indépendance éditoriale de Marianne ». Elle s'est produite alors que celui-ci avait promis à deux reprises aux journalistes qu'il respecterait ce principe de base. Pour Libération, l’accusation d’interventionnisme de Daniel Křetínský par la rédaction de Marianne nourrit les soupçons de collusion entre les propriétaires de médias et Emmanuel Macron.

### Publication d'investigations et changement de format (2023-2024)
En 2023, les journalistes de Marianne Gabriel Libert et Gérald Andrieu sont à l’origine de la révélation du scandale politico-financier du « fonds Marianne » (homonyme au magazine) autour de la ministre Marlène Schiappa. L’enquête fait état d’une gestion opaque des subventions issues du fonds et aura pour conséquence l'écartement de la ministre pour mensonges, instrumentalisation de l’assassinat de Samuel Paty et orientation des subventions publiques à des fins politiques. Les subventions ont notamment servi à rémunérer l’essayiste Mohamed Sifaoui,,.
En 2023, une information de la cellule « enquêtes » de Marianne indique que le gouvernement aurait menti sur le dossier des concessions autoroutières et révèle des conditions de négociations particulièrement opaques. Celle-ci aurait permis à Vinci, Eiffage et d’autres entreprises de bénéficier de 9 milliards d’euros de surprofits. À la suite de cette publication, le parquet de Paris ouvre une enquête pour usage de faux, impliquant notamment le ministre de l'Économie, Bruno Le Maire et la secrétaire générale du gouvernement, Claire Landais,,.
En juillet 2023, après une investigation de Marianne s’appuyant sur un rapport de la Cour des comptes, le Parquet national financier ouvre une enquête préliminaire pour prise illégale d’intérêts. L’hebdomadaire avait révélé que plus de 200 employés de Bpifrance — dont le directeur général Nicolas Dufourcq — avaient « massivement investi » dans un fonds baptisé « Bpifrance Entreprises 1 ». Le fonds, destiné à permettre « aux Français d’investir plus facilement leurs économies dans les entreprises françaises », aurait permis aux investisseurs de doubler leur mise en deux ans et demi.
En septembre 2023, le Maroc expulse deux journalistes du magazine qui menaient des investigations sur le roi Mohammed VI et les « violations de droits de l’homme » dans le pays.
Début 2024, la cellule enquête de Marianne se renforce avec le recrutement du journaliste d'investigation Marc Endeweld. Le service enquête, fondé et coordonné par le directeur adjoint de la rédaction Gérald Andrieu, est composé des journalistes Vanessa Ratignier, Laurent Valdiguié, Emmanuel Lévy et Thomas Rabino.
En mars 2024, Marianne lance une nouvelle formule avec une baisse du prix de vente (de 4,40 € à 3,50 €) et une pagination réduite (de 88 à 52 pages),. Celle-ci comprend notamment un changement de maquette et un nouveau slogan « La vérité n’a pas de maître ». La Une s’éloigne du modèle du « news magazine » pour prendre modèle sur la presse quotidienne. La formule contient une quantité plus importante d’enquête et met fin aux rubriques classiques, remplacées par des Marianne « révèle », « décrypte », « propose », « raconte » et « débat »,.
Le même mois, le magazine révèle que « Le Grêlé », violeur et tueur en série ayant sévi dans les années 1980 et 1990, avait participé à un jeu télévisuel diffusé sur France 2 au début des années 2020.
En avril 2024, La Lettre annonce que Daniel Křetínský cherche à vendre le magazine, dont la ligne souverainiste est en contradiction avec ses positions europhiles et libérales,.
En juin 2024, alors que Pierre-Édouard Stérin négocie avec Daniel Křetínský le rachat du magazine, la rédaction, à une majorité de 60,3 % des voix, déclare ne pas être opposée à cette vente. Natacha Polony, directrice de la rédaction, est aussi favorable à cette acquisition. À la suite de la mise en avant des liens entre Pierre-Édouard Stérin et le Rassemblement national, la rédaction s'oppose « à l’unanimité », le 27 juin, à son rachat par Pierre-Édouard Stérin, qualifié d'ultraconservateur, et se met en grève. Dans la foulée, la direction annonce la suspension des négociations et la rédaction, qui demande l’arrêt définitif de ce projet de rachat, suspend sa grève,. En juillet, Daniel Kretinsky met fin aux négociations avec Pierre-Edouard Stérin, des échanges sont alors engagés avec un nouveau repreneur, Jean-Martial Lefranc. Le 16 novembre, CMI France annonce « prendre acte » de l’arrêt des négociations avec Jean-Martial Lefranc, les salariés avaient demandé cet arrêt le 12 novembre n’ayant pas obtenu du repreneur potentiel des garanties satisfaisantes pour l’indépendance de la rédaction[réf. souhaitée].

### Changement de direction et arrêt du processus de vente (2024-2025)
En décembre 2024, annonçant finalement renoncer à vendre Marianne, CMI France fait savoir que Natacha Polony sera remplacée à la direction de la rédaction par Frédéric Taddeï à partir du 1er mars 2025,,.
Le 8 janvier 2025, le président de la holding CMI France Denis Olivennes nomme Eve Szeftel — journaliste à Libération — directrice de la rédaction de Marianne, afin « d'incarner une nouvelle ligne éditoriale ». La Lettre écrit que « Hadrien Mathoux la secondera dans une organisation plus verticale qu'auparavant ». Frédéric Taddeï, directeur succédant à Natacha Polony, et Eve Szeftel doivent, pour Denis Olivennes, « conforter Marianne en tant que magazine d’information et de débat, républicain, populaire, rigoureux et non aligné ». Eve Szeftel déclare  que « son objectif sera de proposer une information rigoureuse, et sans œillère idéologique, [...] dans un contexte où la vérité et le débat d’idées n’ont jamais été aussi nécessaires ».
Selon Le Monde, la nomination de Frédéric Taddeï, en poste chez RT France jusqu'à la veille de l'invasion de l'Ukraine par la Russie, passé par Europe 1 et CNews, propriétés de Vincent Bolloré, questionne plusieurs observateurs, qui le qualifient de « confusionniste » (favorisant les extrêmes) et versatile, sans convictions affichées.

## Organisation

### Diffusion
Jusqu'en 2013, le magazine totalise chaque mois plus de 200 000 exemplaires vendus en moyenne, avant de chuter les années suivantes.
Deux tirages exceptionnels dépassent les 500 000 exemplaires. Celui du samedi 14 avril 2007, une semaine avant le premier tour de l'élection présidentielle française de 2007, où le magazine publie un article proposant de dévoiler « le vrai Sarkozy, ce que les grands médias ne veulent pas ou n'osent pas dévoiler » puis avec « N’ayez pas peur » avec 580 000 ventes en kiosque.
| Année | Diffusion France payée | Évolution annuelle | Diffusion totale (gratuits inclus) |
| ----- | ---------------------- | ------------------ | ---------------------------------- |
| 2012  | 234 816                | -                  | 246 715                            |
| 2013  | 196 030                | - 16,5 %           | 204 881                            |
| 2014  | 155 644                | - 20,6 %           | 164 147                            |
| 2015  | 156 646                | + 0,6 %            | 164 894                            |
| 2016  | 143 515                | - 8,4 %            | 148 169                            |
| 2017  | 143 476                | - 0,03 %           | 150 578                            |
| 2018  | 120 372                | - 16,10 %          | 129 850                            |
| 2019  | 124 122                | + 2,79 %           | 130 052                            |
| 2020  | 132 547                | + 4,40 %           | 135 536                            |
| 2021  | 131 377                | en augmentation    | 135 406                            |
| 2022  | 130 637                | en diminution      | 134 307                            |
| 2023  | 128 598                | en diminution      | 131 809                            |
| 2024  | 127 820                | en diminution      | 130 821                            |

### Direction
Jean-François Kahn est directeur depuis la création du journal en 1997 jusqu'en 2007. À la demande de Natacha Polony, il accepte en 2019 de reprendre une tribune éditoriale hebdomadaire, intitulée « Mise au point ».
Après l'élection présidentielle de 2012, le journal a peiné à redéfinir sa ligne éditoriale et a connu, dans un contexte de crise générale de la presse, une érosion de sa diffusion (- 7,96 % en 2012) et de ses revenus.
Fin 2013, sous la pression d'Yves de Chaisemartin et de la baisse des ventes du titre, Maurice Szafran et Laurent Neumann sont écartés et la direction de l’hebdomadaire est remaniée,. Le PDG Maurice Szafran annonce sa démission le 6 novembre 2013, alléguant une divergence stratégique avec d'autres actionnaires. Appelé à l'aide par les actionnaires pour redresser la situation, Jean-François Kahn anime la rédaction du Nouveau Marianne, conçu par lui de juin à décembre 2013, avant de passer le relais à Joseph Macé-Scaron.
En mai 2016, Renaud Dély prend la direction de la rédaction, Joseph Macé-Scaron étant nommé président du comité éditorial.
Sur le site Internet de Marianne, l'équipe a été remaniée en novembre 2015. Le site marianne.net est désormais piloté par Delphine Legouté, directrice du numérique, et Thomas Vampouille, rédacteur en chef.
Renaud Dély quitte le journal en août 2018, remplacé le 6 septembre par Natacha Polony en tant que directrice de la rédaction. Elle « aura en charge la mise en place d'une organisation bimédia et l'accélération des développements numériques » du titre.

### Actionnariat, finances
Jusqu'en 2005, le principal actionnaire était Robert Assaraf (49,38 % du capital), également président du conseil de surveillance de Marianne. Les principaux actionnaires furent ensuite : à 57 % : Yves de Chaisemartin ; à 31 % : Marianne Finances (Maurice Szafran) ; autres actionnaires : Paul Lederman, Guy Sitbon, Thierry Verret et Franck Ullmann.
En 2006, selon le magazine Stratégies, le magazine volontiers iconoclaste et provocateur serait boudé par les publicitaires. En effet, Marianne n'accorderait que 6 pages par numéro à la publicité, alors que la concurrence en accorderait 10. Aussi la publicité n'apporterait que 5 % des recettes de l’hebdomadaire, alors que ses ventes et abonnements en apporteraient 95 %.
Selon le ministère de la Culture et de la Communication, Marianne a perçu 1 504 222 euros d'aides financières de l'État en 2012.

#### 2017: placement en redressement judiciaire et plan social
Début 2017, le placement en redressement judiciaire de la société éditrice du magazine est annoncé, dans le but d'apurer le passif de 3 millions d'euros. « Cette décision a été prise dans le seul but d'assurer son avenir, en lui permettant de préserver sa trésorerie et de retrouver les moyens de ses ambitions », explique son président-directeur général Yves de Chaisemartin.
Le 18 août 2017, le tribunal de commerce de Paris approuve le plan de licenciement présenté par Yves de Chaisemartin. Il prévoit que l'effectif des salariés en CDI sera abaissé de 52 à 46 personnes.

#### 2018: offre de rachat de Czech Media Invest
Le 19 avril 2018, le magazine annonce avoir reçu une « proposition ferme d'acquisition » de 91 % de son capital par Czech Media Invest. Yves de Chaisemartin serait maintenu dans ses fonctions de président-directeur général après la vente. Celle-ci est actée en juin et le PDG démissionne en septembre 2018 pour être remplacé dans un premier temps par Gérald Berge, qui assure l'intérim jusqu'à l'arrivée en décembre 2018 du nouveau PDG, Richard Lenormand (ancien directeur général d'Europe 1). En janvier 2020, après avoir assuré durant trois ans la direction générale du quotidien régional Paris-Normandie, Frédéric Cassegrain fait son retour à Marianne (il en avait été le DG de 2013 à 2017) comme directeur de la publication.

### Effectif et résultats
En 2015, Marianne emploie 69 collaborateurs. En 2018, son chiffre d'affaires est de 17 840 400 € et son résultat net déficitaire de 2 110 600 €.

## Critiques
Bernard Schalscha dans la revue La Règle du jeu rappelle que Natacha Polony est à la tête du comité Orwell (comité qui rapproche la société actuelle du monde de 1984 de George Orwell), qu'elle a une chaîne YouTube Polony.TV complaisante selon lui à l'égard de la « complosphère » ; il relève l'incompatibilité entre le langage critique tenu par Natacha Polony à l'égard de la « captation des grands médias par des groupes d’intérêts économiques » et le profil du patron de Marianne, le milliardaire Daniel Křetínský.
Pour le sociologue Philippe Corcuff, Marianne s'inscrit dans un groupe de médias qui stigmatisent les « musulmans », dont Valeurs actuelles à l'extrême droite, ou FigaroVox pour la droite radicalisée. Ce sociologue parle d'une « zemmourisation light » de Natacha Polony, qui affiche une distance par rapport à certaines outrances du candidat à l'élection présidentielle mais déclare dans un article du magazine que « Éric Zemmour répondrait à des attentes profondes de la population française, notamment face à "l'afflux d'une immigration non intégrée" ». Dans son ouvrage intitulé La grande confusion. Comment l’extrême droite gagne la bataille des idées (2021), Philippe Corcuff affirme que dans les années 2010 la gauche a fait évoluer son « imaginaire laïc » autour d’une gauche dite « républicaine », qui est selon lui en fait réactionnaire. Philippe Corcuff prend pour exemple Manuel Valls et Marianne, qu'il situe dans le « centre-gauche « républicain » », et qui, à partir de cette époque, a eu certains interlocuteurs – comme Laurent Bouvet, Michel Onfray ou Mathieu Bock-Côté – en commun avec « la droite radicalisée du FigaroVox et avec l’extrême droite de Valeurs actuelles ». Philippe Corcuff estime que cela découle du positionnement souverainiste de Natacha Polony, venue du « chevènementisme ».
Pauline Bock d'Arrêt sur images mentionne la comparaison qui est faite régulièrement sur les réseaux sociaux entre Marianne et le magazine « réactionnaire » Valeurs actuelles, alors que sa directrice de rédaction se réclame de la gauche et affirme critiquer l'« extrême droite », ayant notamment ciblé le Rassemblement national. Mais Pauline Bock analyse que le magazine a une couverture moindre du Rassemblement national que de la gauche.
En 2022, les sociologues Abdellali Hajjat et Marwan Mohammed affirment dans une note de la réédition de leur ouvrage de 2013 Islamophobie : comment les élites françaises fabriquent le problème musulman : « Concernant la presse écrite nationale, Le Figaro, Causeur, Valeurs actuelles, Le Point ou Marianne occupent des positions centrales dans la diffusion et la popularisation des thèses islamophobes, tout comme les chaînes d'information en continu LCI, CNews, ou BFM TV ».